# Johann Manfred Kleber

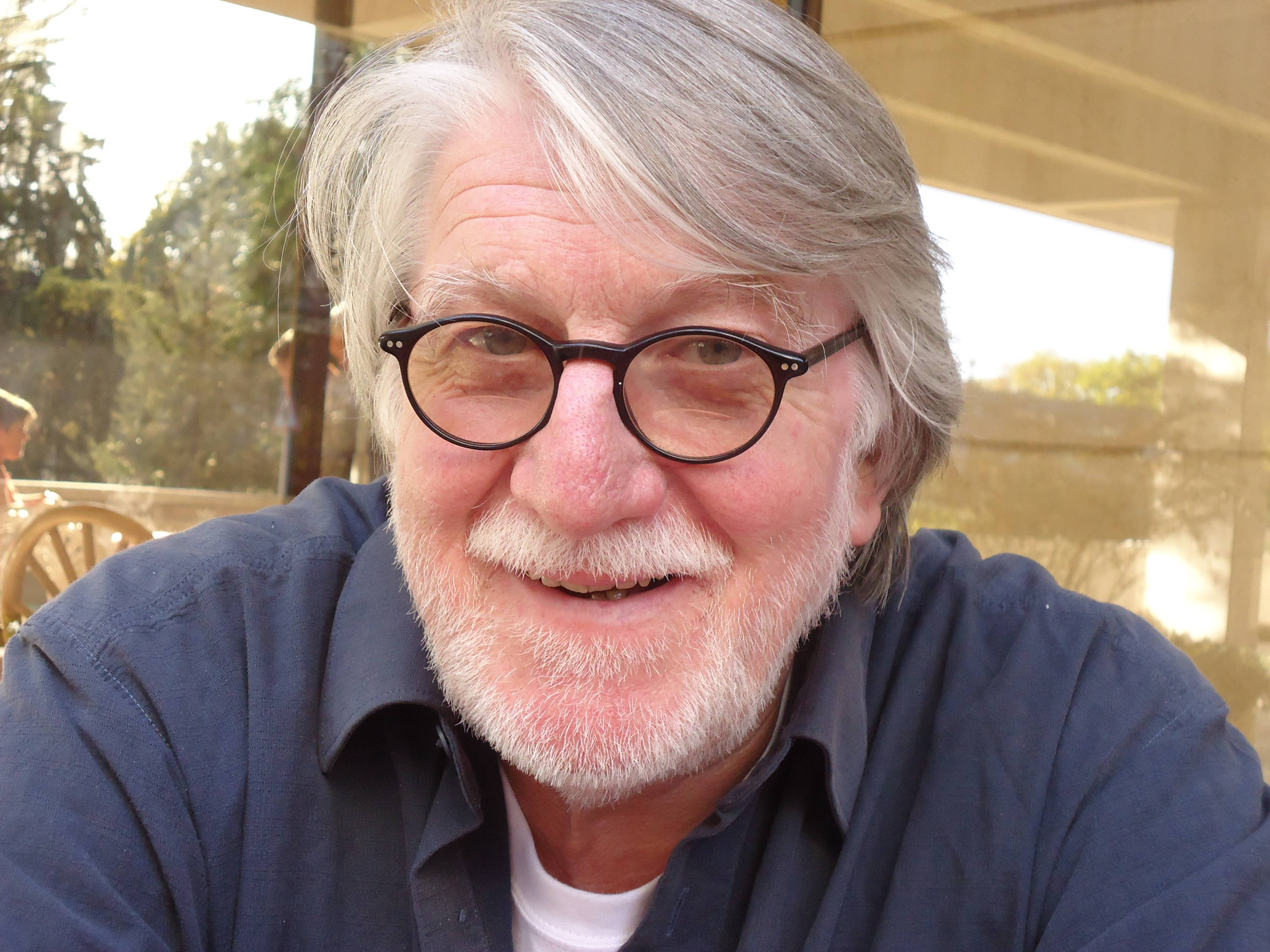
Johann Manfred Kleber (2011)

Johann Manfred Kleber (* 11. November 1941 in Berlin) ist ein in Berlin lebender bildender Künstler.

## Leben und Wirken
Johann Manfred Kleber ist seit seinem achten Lebensjahr Chorsänger: erst im Knabenchor der St. Hedwigs-Kathedrale, seit 1962 im gemischten Chor der St. Hedwigs-Kathedrale. Außerdem sang er im Chor des Theaters des Westens, der Deutschen Oper Berlin, im RIAS Kammerchor und in den großen Berliner Laienchören als Verstärkung. Noch immer singt er im Karl-Forster-Chor, dem ehemaligen Chor der St. Hedwigs-Kathedrale Berlin-West. Nach dem Abitur studierte J.M. Kleber Musikwissenschaft an der Freien Universität Berlin und Violine am Städtischen Konservatorium Berlin.
1965 veröffentlichte er zusammen mit anderen die FESTSCHRIFT FÜR KLSCHTAKOFTA, handgeschrieben in Hohlschrift, der sogenannten martialis klangholdis.
1969 gab J. M. Kleber das Studium auf und eröffnete eine "Kulturkneipe". In dieser GALERIE NATUBS in Berlin-Wilmersdorf fanden regelmäßig Ausstellungen, Lesungen (u. a. H.C. Artmann, Nicolas Born, Günter Herburger), Konzerte, Filmvorführungen, frühe Performances („Johannes Grützke schminkt sie krank (T.B.C.)“). statt. 1974 wurde dort auch die Berliner Hymnentafel gegründet, - der Wirt J.M. Kleber gehörte zu den Gründungsmitgliedern.
1971 gründete er zusammen mit seiner Frau Andrea Kleber die GALERIE KLEBER in Berlin-Charlottenburg. Zu den von der Galerie vertretenen Künstlern gehörten Johannes Grützke, Manfred Bluth, Matthias Koeppel und Karlheinz Ziegler (Schule der neuen Prächtigkeit), sowie Anna Oppermann, Natascha Ungeheuer, Janus Kadel, Horst Haack, Jo Imog (eigentlich Ute Schröder), Peter Vogel (Objektkünstler), u. a.
Seit 1989, nachdem er Kneipe und Galerie aufgegeben hatte, arbeitet J. M. Kleber als bildender Künstler: er schreibt Bilder in Hohl- und Schattenschrift. Inzwischen nennt er sich Skriptopath. Für seine Schriftbilder verwendet er eigene, fremde, absurde und auch Nonsenstexte, die er bis zur Unlesbarkeit verfremdet. Seit 1996 stellt er regelmäßig aus.

## Ausstellungen
- Skripturale Äußerungen, Multi-kulti Medien-Café, Berlin-Schöneberg (1996)
- Mitteilsame Schriftbilder, Galerie 13 in der Kuhlen Lampe, Berlin-Prenzlauer Berg (1999)
- Schriftbilder, Haus Ungarn, Berlin-Mitte (2000)
- Sch/Reibereien, Galerie Carlos Hulsch, Berlin-Charlottenburg (2001)
- Kinski-Gedichte, Kulturverein Kinski, Berlin-Neukölln (2001)
- Tausend deutsche Filze (OKBD), Galerie Zone F, Berlin-Mitte (2002), Werde, der du bist! (Gemeinschaftsausstellung), Galerie Carlos Hulsch, Berlin (2002)
- 1000 deutsche Filze, Galerie Terzo Mondo, Berlin-Charlottenburg (2004), Pseudologica phantastica (GA), Galerie Zone F, Berlin (2004)
- Graue Auren. Skripturen, Fort Knox (später a.i.p. galerie artists in progress), Berlin-Charlottenburg (2005)
- Trau mir, Galerie Zone F, Berlin (2006)
- Escrituras-Schreibereien, Can Cires, Ibiza, Spanien (2008), Wat kiekstn Wassup. Skripturen - Assoziationen, a.i.p. galerie Berlin (2008)
- Schwingende Laibe - MIT ESSEN SPIELT MAN NICHT!, a.i.p. galerie, Berlin (2009), weidmannsheil (GA) Wiensalonberlin, Berlin-Kreuzberg (2009)
- Petrarca, Laura und ich. Schriftbilder von JMKleber, Buchhändlerkeller, Berlin-Charlottenburg (2010), Steckbriefe, Warnungen, Bekanntmachungen, Verordnungen und andere Verlautbarungen, Wiensalonberlin, Berlin (2010)
- Tausend Deutsche Filze, Nachbarschaftsgalerie der KungerKiezInitiative e.V., Berlin-Treptow (2011), Schriftbilder, Kunsthalle Brennabor, Brandenburg a.d. Havel (2011), Alles Schrift, Halle LinX/Goerz-Höfe, Berlin-Friedenau (2011)
- Fanallappen (Installationen und Bilder), Halle LinX/Goerz-Höfe, Berlin (2012)
- NamenSchallRauch Schriftbilder. 22 ibizenkische Familiennamen, Can Cires Ibiza, Spanien (2013), Verzeih-verzeiht, Galerie Terzo Mondo, Berlin (2013)
- U-Bahngesichter, Galerie Terzo Mondo, Berlin (2015), Imperative im MPI, Max-Planck-Institut für Bildungsforschung, Berlin-Steglitz (2015), MEN SCH RIFT nochmal (Installationen und Bilder), Halle LinX/Goerz-Höfe, Berlin (2015)

## Veröffentlichungen
- Festschrift für Klschtakofta, Eigenverlag, Berlin 1964
- SCHRIFTBILDER. Skripturale Kunst, Verlag Art In Flow, Berlin 2011, ISBN 978-3-938457-09-2
- Imperative. Skriptural, Verlag Art In Flow, Berlin 2015, ISBN 978-3-938457-29-0